# Spanner (СУБД)
Spanner — геораспределённая система управления базами данных, разрабатываемая Google, предоставляемая как публично-облачная услуга, а также используемая для собственных сервисов Google. Позиционируется производителем как продолжение системы BigTable. Систему относят к категории NewSQL: поддерживается язык SQL, при этом система не является чисто реляционной, в частности, есть требование обязательно снабдить каждую таблицу первичным ключом.
Над Spanner надстроена другая СУБД — Google F1 («The Fault-Tolerant Distributed RDBMS»), которая написана Google взамен ранее используемой для собственных сервисов MySQL и не предоставляется сторонним пользователям.